# Кастровилли, Гаэтано
Гаэтано Кастровилли (итал. Gaetano Castrovilli; род. 17 февраля 1997, Минервино-Мурдже, Апулия) — итальянский футболист, полузащитник клуба «Лацио». Выступал за сборную Италии. Победитель чемпионата Европы 2020 года.

## Клубная карьера
Кастровилли — воспитанник клубов «Минервино» и «Бари». 22 мая 2015 года в матче против «Специи» он дебютировал в итальянской Серии B. В 2015 году Гаэтано на правах аренды перешёл в молодёжную команду «Фиорентину». В 2017 году клуб выкупил трансфер игрока и сразу же отдал его в аренду в «Кремонезе». 3 сентября в матче против «Авеллино 1912» он дебютировал за новую команду. В этом же поединке Гаэтано забил свой первый гол за «Кремонезе». Летом 2019 года Кастровилли вернулся в «Фиорентину». 24 августа в матче против «Наполи» он дебютировал в итальянской Серии A. 29 сентября в поединке против «Милана» Гаэтано забил свой первый гол за «Фиорентину».
В июле 2024 года в качестве свободного агента присоединился к клубу «Лацио».

## Международная карьера
15 сентября 2019 года в отборочном матче чемпионата Европы 2020 против сборной Боснии и Герцеговины Кастровилли дебютировал за сборную Италии.
В 2021 году Кастровилли выиграл чемпионат Европы. На турнире он сыграл в матче против сборной Уэльса.

## Достижения
Сборная Италии
- Чемпион Европы: 2020

## Статистика

### Клубная
| Клуб             | Сезон            | Лига             | Чемпионат | Чемпионат | Кубок | Кубок | Еврокубки | Еврокубки | Другие | Другие | Всего | Всего |
| Клуб             | Сезон            | Лига             | Игры      | Голы      | Игры  | Голы  | Игры      | Голы      | Игры   | Голы   | Игры  | Голы  |
| ---------------- | ---------------- | ---------------- | --------- | --------- | ----- | ----- | --------- | --------- | ------ | ------ | ----- | ----- |
| Бари             | 2014–15          | Серия B          | 1         | 0         | –     | –     | –         | –         | –      | –      | 1     | 0     |
| Бари             | 2016–17          | Серия B          | –         | –         | –     | –     | –         | –         | –      | –      | –     | –     |
| Бари             | 2016–17          | Серия B          | 10        | 0         | 1     | 0     | –         | –         | –      | –      | 11    | 0     |
| Бари             | Всего            | Всего            | 11        | 0         | 1     | 0     | 0         | 0         | 0      | 0      | 12    | 0     |
| Фиорентина       | 2017–18          | Серия A          | –         | –         | –     | –     | –         | –         | –      | –      | –     | –     |
| → Кремонезе      | 2017–18          | Серия B          | 26        | 1         | 2     | 0     | –         | –         | –      | –      | 28    | 1     |
| → Кремонезе      | 2018–19          | Серия B          | 26        | 4         | 1     | 1     | –         | –         | –      | –      | 27    | 5     |
| → Кремонезе      | Всего            | Всего            | 52        | 5         | 3     | 1     | 0         | 0         | 0      | 0      | 55    | 6     |
| Фиорентина       | 2019–20          | Серия A          | 33        | 3         | 2     | 0     | –         | –         | –      | –      | 35    | 3     |
| Фиорентина       | 2020–21          | Серия A          | 5         | 4         | 0     | 0     | –         | –         | –      | –      | 5     | 4     |
| Фиорентина       | Всего            | Всего            | 38        | 7         | 2     | 0     | 0         | 0         | 0      | 0      | 40    | 7     |
| Всего за карьеру | Всего за карьеру | Всего за карьеру | 101       | 12        | 6     | 1     | 0         | 0         | 0      | 0      | 107   | 13    |

### Статистика игр за сборную Италии
| Сборная Италии | Сборная Италии | Сборная Италии |
| Год            | Игры           | Голы           |
| -------------- | -------------- | -------------- |
| 2019           | 1              | 0              |
| Всего          | 1              | 0              |

## Государственные награды
- Кавалер ордена «За заслуги перед Итальянской Республикой» (16 июля 2021) — в знак признания спортивных ценностей и национального духа, которые вдохновили итальянскую команду на победу на чемпионате Европы по футболу 2020[10][11]